# Enrico Bombieri
Enrico Bombieri (Milano, 26 novembre 1940) è un matematico italiano, primo italiano a ricevere la medaglia Fields, nel 1974.

## Biografia
Dotato di un talento precocissimo, pubblicò il suo primo articolo scientifico a soli 17 anni, nel 1957. Laureato all'Università degli Studi di Milano con una tesi della quale era relatore Giovanni Ricci, perfezionò la propria preparazione presso il Trinity College di Cambridge sotto la guida di Harold Davenport.
Ha insegnato all'Università di Cagliari e all'Università di Pisa, prima di emigrare negli Stati Uniti, dove vive da tempo; attualmente è professore emerito nella School of Mathematics presso l'Institute for Advanced Study a Princeton, nel New Jersey.
Nel 1969 Bombieri, Ennio De Giorgi ed Enrico Giusti risolsero il problema di Bernstein.
Dal 1996 membro della United States National Academy of Sciences, membro dell'Accademia francese delle scienze dal 1980, Bombieri si è distinto nei più svariati campi, dalla teoria dei numeri alla geometria algebrica passando per la teoria dei gruppi finiti e per l'analisi matematica.
È membro dell'Accademia Nazionale dei Lincei.

## Attività scientifica
Pur avendo come principale interesse la teoria dei numeri, ha offerto contributi in molti altri settori, in particolare alle teorie delle funzioni univalenti, delle funzioni di più variabili complesse, delle equazioni a derivate parziali e superfici minime, specialmente per quanto riguarda il problema di Bernstein negli spazi di dimensione superiore a 7.

## L'ipotesi di Riemann
Bombieri è stato anche designato per la descrizione ufficiale di uno dei sette problemi del millennio, l'ipotesi di Riemann.

## Onorificenze
- 1966 - Premio Caccioppoli [3]
- 1974 - Medaglia Fields
- 1976 - Premio Feltrinelli dell'Accademia dei Lincei[4]
- 1980 - Premio Balzan
- 2002 - Gran Croce al merito della Repubblica Italiana [5]
- 2006 - Premio Pitagora
- 2008 - Joseph Doob Prize [6]
- 2010 - King Faisal International Prize (KFIP) [7]
- 2020 - Premio Craaford